# Saga of Tanya the Evil: The Movie
Saga of Tanya the Evil: The Movie (яп. 劇場版 幼女戦記 Гэкидзё:бан Ё:дзё сэнки) — японский анимационный фэнтезийный боевик 2019 года, основанный на серии ранобэ The Saga of Tanya the Evil, продолжение аниме-сериала, вышедшего в эфир в 2017 году. Фильм стартовал в японском прокате 8 февраля 2019 года. Над фильмом работали те же актёры и съёмочная группа, что и над сериалом.

## Сюжет
Спустя много лет после войны Адельхейд фон Шугель, ныне монах, рассказывает репортеру о том, что Империя находилась в состоянии войны, потому что все другие народы боялись её силы.
203-й батальон воздушных магов совершает вылазку в Африку против сил Свободной Республики, уничтожая их штаб. Таня торжествующе объявляет, что 203-й вернется в Империю для отдыха, но по возвращении подполковник Реруген приказывает им немедленно отправиться на разведку к восточной границе Империи с Федерацией Русси. На границе, пока 203-й полк наблюдает за тем, как силы Федерации накапливают тяжелую артиллерию, они получают сообщение об объявлении войны. Таня и 203-ие приступают к уничтожению всего вражеского лагеря. Она предлагает нанести прямой удар по Москве, столице Федерации, утверждая, что их ПВО настолько слаба, что даже Cessna может беспрепятственно приземлиться на Красной площади. Штаб-квартира санкционирует атаку, и 203-й батальон не встречает никакого сопротивления в воздухе, потому что Федерация отправила своих магов в лагеря.
Тем временем уорент-офицер Мэри Сью записалась на службу в армию США, чтобы отомстить за смерть своего отца Антона Сью. Она прибывает в Москву с другими военными добровольцами в составе 42-й летной дивизии для обучения новобранцев под руководством командующего офицера, подполковника Уильяма Дрейка, но они несут потери в результате атаки Тани. 203-я использует успешную операцию как возможность записать пропагандистские кадры, исполнив над Москвой имперский национальный гимн. Лория, член кабинета министров Федерации, видит, как Таня поет, и влюбляется в неё.
Однако Мэри приходит в ярость и не подчиняется приказам Дрейка, взлетая в одиночку, чтобы вступить в бой с 203-м. Мэри вовлекает Таню в ожесточенную дуэль, но терпит поражение, а позже её находят тяжело раненой в кратере, умоляющей Бога о силе убить Таню.
203-й батальон и другие имперские солдаты празднуют свои успехи во временном лагере 21 на восточной границе Империи всю ночь напролет. 203-я получает запрос на помощь 3-й и 22-й дивизиям, попавшим в окружение у Тигенхоффа. Таня соглашается помочь, потому что получение контроля над Тигенхоффом даст Империи контроль над крупным железнодорожным узлом, ведущим в Федерацию и в конечном итоге 203-му удается защитить город от контратаки федерации. Вернувшись в Москву, Лория подозревает, что Таня находится в Тигенхоффе, и выступает за массированный штурм для захвата города.
Федерация начинает психическую атаку на Тигенхофф, что приводит к огромным жертвам с обеих сторон. Бой продолжается на следующий день с прибытием 42-х, а также бомбардировщиков в сопровождении истребителей. Мэри видит Таню и повторно отказывается подчиняться приказам Дрейка, нападая на Таню в одиночку, демонстрируя свою аномально большую магическую силу. Во время дуэли Таня начинает подозревать, что на Мэри повлияло Существо Икс. Мэри выводит Таню из строя и жестоко нападает на неё на земле. Тане удается тяжело ранить Мэри, но её спасает Дрейк. Когда нападение Федерации остановлено, Дрейк приказывает 42-м отступить. Таня понимает, что её планы на «мирную жизнь» вряд ли осуществятся из-за вмешательства «Существа Икс».
Таня уговаривает Стратегический штаб отпустить её на два месяца в тыл для изучения тактики общевойскового боя. Она посещает церковь и демонстрирует восторг по поводу того, что её убрали из зоны боевых действий, попутно оскорбляя «Существо X». К её ужасу, два месяца спустя Ганс фон Зеттур сообщает Тане, что ей будет передано управление 8-й боевой группой «Саламандра»: общевойсковым подразделением в составе которого имееются: артиллерия, пехота, танки, а также её 203-й батальон воздушных магов.

## Сэйю
| Персонаж                      | Сейю           |
| ----------------------------- | -------------- |
| Таня фон Дегурешафф           | Аой Юки        |
| Виктория Ивановна Серебрякова | Саори Хаями    |
| Матеус Иоганн Вайс            | Дайки Хамано   |
| Райнер Нойманн                | Даити Хаяси    |
| Вилибальд Кениг               | Дзюн Касама    |
| Воорен Гранц                  | Юсуке Кобаяси  |
| Мэри Сью                      | Харука Томацу  |
| Ганс фон Зеттур               | Хотю Оцука     |
| Курт фон Рудерсдорф           | Тэссё Гэнда    |
| Эрих фон Реруген              | Синъитиро Мики |
| Исаак Дастин Дрейк            | Бинбин Такаока |
| Пьер Мишель де Луго           | Такая Хаси     |
| Северин Бьенто                | Рёкан Коянаги  |
| Адельхайд фон Шугель          | Нобуо Тобита   |

## Принятие
Фильм имел успех как у критиков, так и в коммерческом плане, заработав 100 миллионов иен за первые пять дней и 400 миллионов иен в целом.
В целом фильм получил в целом положительные отзывы. Дэйв Трамбор из Collider положительно оценил фильм, поставив ему пять баллов. Трамбор писал: «Война служит фоном для этих двух невероятно могущественных магов, которым суждено столкнуться друг с другом на поле боя, и это будет та битва, которую вы не захотите пропустить». Джордан Рэми из GameSpot оценил его на 7/10 и похвалил введение Мэри Сью в качестве персонажа, написав: «Мэри [Сью] привносит в историю уровень напряжения, которого не хватало в оригинале, одновременно являясь убедительным злодеем, с которым Таня должна столкнуться», но также отмечает, что «в основном, за исключением финального боя, сражениям не хватает интенсивности».